# Хусто Техада
Хусто Техада (ісп. Justo Tejada; 6 січня 1933, Барселона — 31 січня 2021) — іспанський футболіст, що грав на позиції півзахисника, флангового півзахисника.
Виступав, зокрема, за клуб «Барселона», а також національну збірну Каталонії.
Триразовий володар Кубка Іспанії з футболу. Дворазовий володар Кубка ярмарків.

## Клубна кар'єра
Народився 6 січня 1933 року в місті Барселона. Вихованець юнацьких команд футбольних клубів «Кондаль» та «Барселона».
У дорослому футболі дебютував 1951 року виступами за команду клубу «Кондаль», в якій провів один сезон, взявши участь лише у одному матчі чемпіонату. 
Протягом 1952—1953 років захищав кольори команди клубу «Реал Мурсія».
Своєю грою за останню команду привернув увагу представників тренерського штабу клубу «Барселона», до складу якого приєднався 1953 року. Відіграв за каталонський клуб наступні вісім сезонів своєї ігрової кар'єри. У складі «Барселони» був одним з головних бомбардирів команди, маючи середню результативність на рівні 0,49 голу за гру першості.
Протягом 1961—1963 років захищав кольори команди клубу «Реал Мадрид».
Завершив професійну ігрову кар'єру у клубі «Еспаньйол», за команду якого виступав протягом 1963—1965 років.

## Виступи за збірні
Протягом 1954–1960 років  залучався до складу молодіжної збірної Іспанії. На молодіжному рівні зіграв у 6 офіційних матчах, забив 5 голів.
1958 року дебютував в офіційних матчах у складі національної збірної Іспанії. Протягом кар'єри у національній команді, яка тривала 4 роки, провів у формі головної команди країни 11 матчів, забивши 5 голів.

## Титули і досягнення

### Командні
- Чемпіонат Іспанії з футболу (4):

«Барселона»: 1958-59, 1959-60
«Реал Мадрид»:  1961-62, 1962-63
- Володар Кубка Іспанії з футболу (3):

«Барселона»: 1957, 1958-59
«Реал Мадрид»:  1961-62
- Володар Кубка ярмарків (2):

«Барселона»: 1955-58, 1958-60